# Long Beach Sharks
Die Long Beach Sharks waren ein US-amerikanisches Eishockeyfranchise der Pacific Hockey League aus Long Beach, Kalifornien.  

## Geschichte
Das Franchise wurde 1977 als Long Beach Sharks gegründet. Der Name wurde in Anlehnung an die Los Angeles Sharks aus der World Hockey Association gewählt. In der Saison 1977/78 belegte die Mannschaft den vierten und somit letzten Platz der regulären Saison. Im Februar 1978 änderte die Mannschaft ihren Namen in Long Beach Rockets. Nach einem Jahr wurde die Mannschaft wieder aufgelöst.